# Predator: Hunting Grounds
Predator: Hunting Grounds es un videojuego multijugador en línea desarrollado por IllFonic, en colaboración con 20th Century Fox, basado en el personaje de Depredador. Su lanzamiento se produjo el 24 de abril de 2020 en PlayStation 4 y Microsoft Windows.

## Anuncio
Durante la transmisión en vivo del State of Play realizada el 9 de mayo de 2019, PlayStation anunció, entre otros juegos, Predator: Hunting Grounds, un videojuego asimétrico multijugador en línea, protagonizado por el cazador alienígena, Depredador. En el tráiler teaser mostrado (no gameplay real), se puede observar a un grupo de soldados adentrándose a una jungla, mientras el Depredador los observa camuflado desde los árboles. También se mostró la fecha de estreno del videojuego, fijada para el año 2020.

## Argumento y jugabilidad
El videojuego contará con un sistema de jugabilidad muy similar al de Friday the 13th: The Game. Cuatro jugadores tomarán el control de los soldados, que deben realizar misiones y completar objetivos, mientras otro jugador controlará al Depredador, que contará con su arsenal de armas alienígenas como el cañón de plasma, la lanza, el sistema de camuflaje, entre otros.

## Recepción
La versión beta del juego se lanzó para usuarios de PC y usuarios de PlayStation que contaran con suscripción a PlayStation Plus el 27 de marzo de 2020, y estuvo disponible hasta el 29 de marzo. Este periodo de prueba sirvió para familiarizarse con el  de juego tanto a jugadores como para analistas. Tomas Franzese de Inverse reseñó la beta llamándola "el peor juego de Sony de esta generación", que "el juego se siente como un desastre, visualmente anticuado y sin pulir". Jonathon Dornbush de IGN, que también jugó el fin de semana de prueba, señaló que los tiempos de espera excesivos para participar en un juego eran un poco más esperanzadores y escribió que espera que IllFonic "pueda encontrar un mejor equilibrio para hacer que los otros objetivos sean un poco más interesantes". Jordan Devore de Destructoid escribió sobre el ambiente de la jugabilidad, "cuando has perdido de vista a tu astuto enemigo y de repente escuchas pasos sordos, entra el pánico."